# Zaoshi (köpinghuvudort i Kina, Hunan Sheng, lat 29,65, long 111,24)
Zaoshi är en köpinghuvudort i Kina. Den ligger i provinsen Hunan, i den södra delen av landet, omkring 230 kilometer nordväst om provinshuvudstaden Changsha. Antalet invånare är 20 369. Befolkningen består av 10 220 kvinnor och 10 149 män. Barn under 15 år utgör 14,0 %, vuxna 15-64 år 71 %, och äldre över 65 år 14,0 %.
Runt Zaoshi är det ganska tätbefolkat, med 172 invånare per kvadratkilometer. Närmaste större samhälle är Sansheng, 17,0 km norr om Zaoshi. I omgivningarna runt Zaoshi växer i huvudsak blandskog.
Genomsnittlig årsnederbörd är 1 697 millimeter. Den regnigaste månaden är september, med i genomsnitt 263 mm nederbörd, och den torraste är december, med 19 mm nederbörd.